# Philippe Denis
 (mars 2018).
Si vous disposez d'ouvrages ou d'articles de référence ou si vous connaissez des sites web de qualité traitant du thème abordé ici, merci de compléter l'article en donnant les références utiles à sa vérifiabilité et en les liant à la section « Notes et références ».
Pour les articles homonymes, voir Denis.
Philippe Denis est un poète, essayiste et traducteur français, né le 17 janvier 1947 à Bordeaux et mort le 8 novembre 2021 à Viana do Castelo au Portugal.

## Biographie
Philippe Denis est l’auteur de livres de poésie et d’essais, ainsi que de traductions de l’anglais et du japonais. Il a donné des textes à de très nombreuses revues francophones : L'Éphémère, Argile, Clivages, NRF, Critique, Les Cahiers du Sud, La Revue de Belles-Lettres, Po&sie, Limon, Banana Split L'Ire des Vents et La Treizième ; ainsi qu’à l'étranger : New Direction, Chicago Review, M(odern) P(oetry) in T(ranslation), Origin, Triquaterly Review, Poetry Now, Mundus Artium (États-Unis et Grande-Bretagne), Park (Berlin), Nuovi Argomenti (Rome), Edebiyat Çeviri Dergisi (Ankara).
Il a été Fulbright Visiting Lecturer (Université du Minnesota) puis Member of Faculty de Bennington College (Vermont), chargé de cours en Turquie à l'Université de l'Uludağ (Bursa) et de Çukurova (Adana), enfin à l'Université de Coimbra (Portugal). En 1978, il a participé au International Writing Program de l'Université de l'Iowa.
Il résidait depuis plus de trente ans à l'étranger.

## Publications

### Poésie
- Cahier d'ombres suivi de Terre simple (accompagné de trois lithographies originales de Joan Miró), Maeght, 1971
- Cahier d'ombres, Mercure de France, 1974
- Les Cendres de la voix (accompagné de deux gravures de Gisèle Celan-Lestrange), Commune Mesure, 1975
- Malgré la bouche (eaux-fortes de Miklos Bokor), Clivages, 1975
- Revif (aquatintes de Pierre Tal Coat pour l'édition de tête), Maeght, 1977
- La Teinte du jour, Thierry Bouchard, 1978
- Carnet d'un aveuglement, Flammarion, 1980
- Surface d'écueil (gravure de Pierre Tal Coat pour l'édition de tête), Clivages, 1980
- Souci de nuage (avec une aquarelle de Lucie Ducel), ed. M.D., 1984
- Bruissements (avec une gravure de Gilles du Bouchet), Thierry Bouchard, 1984
- Entre la fenêtre et la table, Le Voleur de talan, 1984
- Matière du jour (tirage de tête comportant des gouaches de Jean Capdeville), Thierry Bouchard, 1985
- La Disparition, Passage, 1985
- Églogues, Mercure de France, 1986
- La Digitale, Brandes, 1988
- Nugæ (accompagné de trois peintures tantriques de l'atelier Shashi de Jaipur), Festina Lente, 1989
- Autour d'une absence (Peinture de Frédérique Lucien), Brandes, 1989
- Divertimenti, Mercure de France, 1991
- Chemin battu (Gravures de Jean-Paul Héraud), G & g, 1992
- Notes lentes, La Dogana, 1996
- Nugae (avec préface d’Yves Bonnefoy), La Dogana, 2003
- Petites phrases de vaine adresse, Harpo &, 2006
- Trois cuillerées de poivre, CIPM/Spectres familiers, 2007
- Alimentation générale, La Dogana, 2010
- Sur une hauteur obstinée, La Dogana, 2010
- Petits traités d’aphasie lyrique, Le Bruit du temps, 2011
- Raccourcis, (avec trois dessins de Jacques Capdeville), Poliphile, 2013
- Si cela peut s'appeler quelque chose, La Ligne d'ombre, 2014
- Pierres d'attente, La Ligne d'ombre, 2018
- Chemins faisant, poèmes 1974-2014, Préface de John E. Jackson, Le Bruit du temps, 2019
- Inventions suivi de Notes sur des pivoines, Le bruit du temps, 2021.

### Traductions
- Unearth (poèmes de Paul Auster ; lithographies de Jean-Paul Riopelle), Maeght, 1980
- Poèmes d'Emily Dickinson précédé de Amherst 1980, Le Voleur de talan, 1980
- Notes sur des pivoines, Masaoka Shiki (traduction établie avec le concours de Kanako Yoshida ; l'édition de tête comporte une calligraphie de Noriko Kobayashi), Thierry Bouchard, 1984
- ...au sommet d'une tour arasée, (E. Dickinson, M. Moore, S. Plath et Laura R. Jackson), Passage, 1986
- Quarante-sept poèmes d'Emily Dickinson, La Dogana, 1987
- En Poussière honorée, poèmes d'Emily Dickinson, La Ligne d'ombre, 2013
- Cent dix sept poèmes d'Emily Dickinson, La Dogana, 2020

### À l'étranger
- Notebook of shadows (selected poems 1974-1980), translated by Mark Irwin, afterword by Paul Auster, The Globe Press, Cleveland, New York, 1980
- Origin, Fourth series, featuring Philippe Denis, Boston, Mass., january 1980
- Nugæ,  traduction by Cid Corman, Longhouse publisher, Green River, Vermont, 2001

### Études
- John E. Jackson, « Une errance lumineuse », Critique no 355, 1976
- Dominique Grandmont, « Ce secret superbe et terrible », L'Humanité, 22 mai 1991 [lire en ligne]
- Alain Mascarou, Tracés interrompus, Paris, L'Harmattan, 1998
- John E. Jackson, « Insecte dans l'obscurité du bois », Littérature no 110, 1998
- Yves Bonnefoy, « La pauvreté, le surcroît », in Nugae, La Dogana, 2003
- Franck André James, " Ce Nugae..." Centre international de poésie, Éditions Farago, 2004
- Sara Arena, « Il candore del verso, i dettagli del mondo », Ditorni 5 (Rivista di litterature dell'Università degli Studi di Bergamo), 2008
- Fabrice Schurmans, entretien avec Philippe Denis : « Des provisions de nuages », Europe, no 1032, avril 2015
- Raccourcis, 1974-2015, Journée d'étude : Philippe Denis, Université François-Rabelais de Tours, 20 novembre 2015
- "Philippe Denis, une libre infortune". L'Étrangère, no 45, textes réunis par  Alain Mascarou et Fabrice Schurmans, Bibliographie établie par Fabrice Schurmans. Bruxelles, 2017
- Jean-Charles Vegliante, Leggendo l'ultimo "si cela peut s'appeler quelque chose" di Philippe Denis, puntocritico2.wordpress.com, 2017
- Jean-Charles Vegliante, Territoires de Philippe Denis, La Ligne d'ombre, 2021.